# I Hope You Find It (Lied)
I Hope You Find It ist ein Song der amerikanischen Pop-Sängerin Miley Cyrus. Der Song wurde im Rahmen des Filmes Mit Dir an meiner Seite 2010 von Steven Robson und Jeffrey Steele geschrieben. Größere Bekanntheit erlangte das Lied 2013 durch die Sängerin Cher.

## Musik und Text
I Hope You Find It wird als Country-Pop-Ballade bezeichnet. Der Songtext zu I Hope You Find It ist komplett in englischer Sprache verfasst. Musik und Text stammen von Steven Robson und Jeffrey Steele, die den Song für den Film Mit dir an meiner Seite schrieben. Der Film hatte am 25. März 2010 in Los Angeles Premiere und startete am 29. April 2010 in Deutschland.
In dem Song geht es um eine junge Frau, die einen geliebten Menschen gehen lassen muss. Sei es eine Trennung von einem Partner oder der Verlust eines Menschen, die jungen Frau lässt diesen Menschen gehen und wünscht ihm/ihr alles gute in der Zukunft.

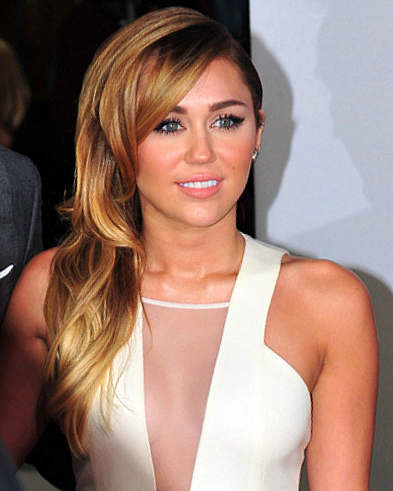
Interpretin Miley Cyrus (2012)

| „I Hope You Find It What You Looking For And I hope it's everything you dreamed Your life could be and so much more“ – Originalauszug | „Ich hoffe du findest es Wonach du gesucht hast Und ich hoffe es ist alles, wovon du geträumt hast dass dein Leben sein könnte, Und so viel mehr“ – deutsche Übersetzung |

Bezogen auf den Film geht es um Ronnie Miller, die ihren Vater gehen lassen muss, nachdem sie herausfindet, dass er an Lungenkrebs leidet und sie den letzten Sommer mit ihm zusammen verbringen wird. Der Song wird im Film im Abspann gespielt, nachdem Ronnie nach der Beerdigung ihres Vaters das Haus verlässt und zurück nach New York zieht.

## Cher Version
Im Jahr 2013 coverte die Sängerin Cher den Song für ihr 26. Studio-Album Closer to the Truth I Hope You Find It wurde Chers erfolgreichster Radio Hit im 21. Jahrhundert in England. Cher sagt über das Lied „Liebeslieder handeln (normalerweise) von ‚Ich suche Liebe‘ oder ‚Ich habe Liebe verloren‘ … Sie sind normalerweise nicht ‚Ich habe Liebe gefunden, ich habe Liebe verloren, und jetzt hoffe ich für dich du findest Liebe mit jemand anderem.‘ Normalerweise sind wir nicht so wohltätig.“ Cher trat mit dem Song in mehreren Fernsehsendungen und auf Konzerten auf. In Deutschland trat sie mit dem Song im Oktober 2013 in der ZDF-Sendung Wetten, dass..? auf.